# Heilprinia
Heilprinia is een geslacht van weekdieren uit de klasse van de Gastropoda (slakken).

## Soorten
- Heilprinia burnsii (Dall, 1890)  †
- Heilprinia caloosaensis (Heilprin, 1886)  †
- Heilprinia carolinensis (Dall, 1892)  †
- Heilprinia coltrorum (Hadorn & B. Rogers, 2000)
- Heilprinia dianeae (Petuch, 1994)  †
- Heilprinia diegelae Petuch, 1994  †
- Heilprinia dowiana (Olsson, 1954)
- Heilprinia exilis (Conrad, 1832)  †
- Heilprinia hasta Petuch, 1994  †
- Heilprinia miamiensis Petuch, 1994  †
- Heilprinia portelli Petuch, 1994  †
- Heilprinia timessa (Dall, 1889)